# Retour au bonheur (film, 1942)
Pour les articles homonymes, voir Retour au bonheur.
Pour plus de détails, voir Fiche technique et Distribution.
Retour au bonheur est un film français réalisé en 1940 par René Jayet, sorti en 1942.

## Fiche technique
- Titre : Retour au bonheur
- Autre titre : L'Enfant dans la tourmente
- Réalisation : René Jayet
- Scénario : Claude Revol, René Jayet et Valentine Pley
- Dialogues : Claude Revol et René Jayet
- Photographie : Marc Bujard
- Décors : Marcel Magniez
- Son : René Boutet
- Montage : Pierre Gérau
- Musique : Henri Martinet, Rinaldo Rinaldi et René Sarvil
- Société de production : Films Comète
- Pays de production :  France
- Format :  Noir et blanc - 1,37:1 - 35 mm - son mono
- Genre : Comédie dramatique
- Durée : 92 minutes
- Date de sortie : 
  - France : 9 avril 1942

## Distribution
- Jules Berry : Bertini
- Suzy Vernon : Madeleine
- Gina Manès : Mélie
- Jean Debucourt : Jacques
- Gabriel Farguette : Jean
- Charlotte Lysès : Aglaé
- René Génin : Célestin
- René Daix : Georges
- Jacques Henley : Saxton
- Claire Gérard
- Dorette Ardenne
- Et le chien Rintintin